# Tinnea antiscorbutica
Tinnea antiscorbutica là một loài thực vật có hoa trong họ Hoa môi. Loài này được Welw. miêu tả khoa học đầu tiên năm 1869.